# Xenomerus
Xenomerus is een geslacht van vliesvleugelige insecten van de familie Scelionidae.

## Soorten
- X. canariensis Huggert, 1974
- X. ergenna Walker, 1836
- X. latimetascutum (Szabó, 1966)